# Yurina Kumai
Yurina Kumai (熊井 友理奈?, Kumai Yurina; 3 agosto 1993) è una cantante giapponese.

## Carriera
La sua carriera comincia nel 2002 quando passa le audizioni per entrare nell'Hello! Project Kids, un gruppo musicale di adolescenti formato dalla Hello! Project.
Nel 2004 al 2015 è stata una delle componenti del gruppo Berryz Kobo.
Nel periodo 2009-2010 ha fatto parte del gruppo Guardians 4.